# Robert Menzies

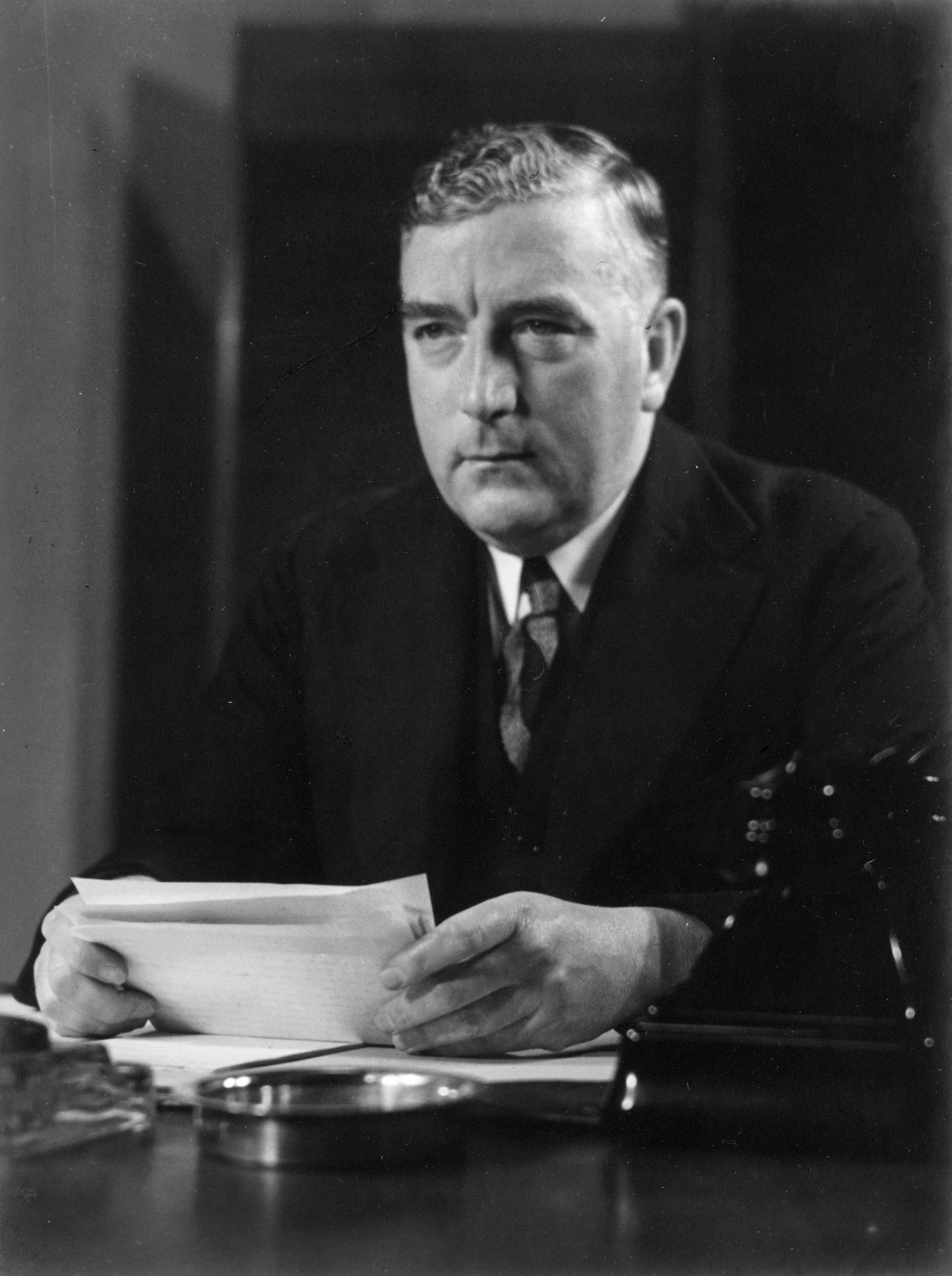
Robert Menzies transmitiendo a la nación la noticia del estallido de la Segunda Guerra Mundial.

Sir Robert Gordon Menzies (20 de diciembre de 1894 – 15 de mayo de 1978) político australiano, fue primer ministro de Australia entre 1939 y 1941 y de 1949 a 1966, lo que le convierte en la persona que más tiempo ha ocupado el cargo.
De ideología conservadora, fundó el Partido Liberal de Australia en 1945.
Menzies estudió Leyes en la Universidad de Melbourne y se convirtió en uno de los abogados más importantes de Melbourne. Fue primer ministro de Victoria entre 1932 y 1934, hasta su llegada al parlamento federal, subsecuentemente se convirtió en fiscal general y Ministro para la Industria durante el gobierno de Joseph Lyons. En abril de 1939, tras la muerte de Lyons, Menzies fue elegido líder del United Australia Party (UAP) y juró como primer ministro. Autorizó a Australia a entrar en la Segunda Guerra Mundial en septiembre de 1939, y en 1941 pasó cuatro meses en Inglaterra para en las reuniones del gabinete de Guerra de Winston Churchill. A su regreso al país en agosto de 1941, Menzies se encontró con el fin del apoyo de su partido, por lo que renunció como mandatario. Subsecuentemente ayudó a la fundación de Partido Liberal, del que fue elegido su líder inaugural en agosto de 1945.
En las elecciones 1949 regresó al cargo liderando una coalición de los partidos Liberal y Nacional. 

## Muerte y funeral
Menzies murió de un ataque al corazón cuando se encontraba leyendo en su estudio de su casa de la Avenida Haverbrack, en Malvern, Melbourne el 15 de mayo de 1978. Homenajes de todo el mundo llegaron hacia la familia Menzies, entre las que se encontraban Isabel II, en su carácter de Reina de Australia: "Me encuentro afligida de escuchar sobre la muerte de Sir Robert Menzies. Fue un distinguido australiano contribuyendo para su país y la Mancomunidad, cuyo legado será recordado", y por Malcolm Fraser, primer ministro de Australia: "Todos los australianos lloramos su muerte. Sir Robert deja una importante marca en la historia."
Se le dio un funeral de Estado, llevado a cabo en Scots' Church, Melbourne el 19 de mayo, del cual participó el Príncipe de Gales representando a la Reina. Entre otros dignatarios se encontraban los Primer Ministros Malcolm Fraser, John McEwen, John Gorton y William McMahon (los otros primeros ministros laboristas con vida Frank Forde y Gough Whitlam no asistieron), como también el Gobernador General de Australia, Sir Zelman Cowan. Los ex Primer Ministros de Reino Unido Alec Douglas-Home y Harold Wilson también se encontraba presente.
El funeral fue el más grande llevado a cabo en Australia de todos los tiempos, con cerca de 100.000 personas marchando desde Scots' Church al Springvale Crematorium, donde había una ceremonia privada para la familia Menzies, donde durante el final diecienueve salvas fueron disparadas. En julio de 1978, un memorial se llevó a cabo en su memoria en la Westminster Abbey, Reino Unido. Sus cenizas, junto con las de su esposa, Dame Pattie Menzies se encuentran enterradas en el 'Prime Ministers Garden', entre los campos del Melbourne General Cemetery.
Algunos de los detractores de Menzies conmemoraron su fallecimiento 1978, con una serigrafía que rezaba Pig Iron Bob / Dead at last, diseñado por Chips Mackinolty del Earthworks Poster Collective.

## Distinciones
- Medalla del Jubileo de Plata del Rey Jorge V King George V Silver Jubilee Medal – 1935.
- Medalla de la Coronación del Rey Jorge VI King George VI Coronation Medal – 1937.
- Comandante en Jefe de la Legión al Mérito Chief Commander of the Legion of Merit (LOM) – 1950.
- Orden de los Compañeros de Honor Order of the Companions of Honour (CH) – 1 de enero de 1951.
- Medalla de la Coronación de la Reina Isabel II Queen Elizabeth II Coronation Medal – 1953.
- Miembro de la Academia Australiana de Ciencias Fellow of the Australian Academy of Science (FAA) – 1958.
- Miembro de la Royal Society Fellow of the Royal Society (FRS) – 3 de junio de 1958.
- Orden del Cardo Knight of the Order of the Thistle (KT) – 1963.
- Gran Cordón de Primera Clase de la Orden del Sol Naciente Grand Cordon First Class of the Order of the Rising Sun – 1973.
- Orden de Australia Knight of the Order of Australia (AK) – 7 de junio de 1976.
- Medalla del Jubileo de Plata de la Reina Isabel II Queen Elizabeth II Silver Jubilee Medal – 1977.
- Consejero de la Reina Queen's Counsel (QC)